# Madagascar ai Giochi olimpici
Il Madagascar ha partecipato per la prima volta ai Giochi olimpici nel 1964.
Gli atleti malgasci non hanno mai vinto medaglie ai Giochi olimpici estivi, né ai Giochi olimpici invernali.
Il Comitato Olimpico Malgascio, creato nel 1963, venne riconosciuto dal CIO nel 1964.

## Medaglieri

### Medaglie ai Giochi olimpici estivi
| Giochi                 | Oro              | Argento          | Bronzo           | Totale           |
| ---------------------- | ---------------- | ---------------- | ---------------- | ---------------- |
| Tokyo 1964             | 0                | 0                | 0                | 0                |
| Città del Messico 1968 | 0                | 0                | 0                | 0                |
| Monaco 1972            | 0                | 0                | 0                | 0                |
| Montreal 1976          | non partecipante | non partecipante | non partecipante | non partecipante |
| Mosca 1980             | 0                | 0                | 0                | 0                |
| Los Angeles 1984       | 0                | 0                | 0                | 0                |
| Seoul 1988             | non partecipante | non partecipante | non partecipante | non partecipante |
| Barcellona 1992        | 0                | 0                | 0                | 0                |
| Atlanta 1996           | 0                | 0                | 0                | 0                |
| Sydney 2000            | 0                | 0                | 0                | 0                |
| Atene 2004             | 0                | 0                | 0                | 0                |
| Pechino 2008           | 0                | 0                | 0                | 0                |
| Londra 2012            | 0                | 0                | 0                | 0                |
| Rio de Janeiro 2016    | 0                | 0                | 0                | 0                |
| Tokyo 2020             | 0                | 0                | 0                | 0                |
| Parigi 2024            | 0                | 0                | 0                | 0                |
| Totale                 | 0                | 0                | 0                | 0                |

### Medaglie  ai Giochi olimpici
| Giochi           | Oro              | Argento          | Bronzo           | Totale           |
| ---------------- | ---------------- | ---------------- | ---------------- | ---------------- |
| Torino 2006      | 0                | 0                | 0                | 0                |
| Vancouver 2010   | non partecipante | non partecipante | non partecipante | non partecipante |
| Sochi 2014       | non partecipante | non partecipante | non partecipante | non partecipante |
| PyeongChang 2018 | 0                | 0                | 0                | 0                |
| Pechino 2022     | 0                | 0                | 0                | 0                |
| Totale           | 0                | 0                | 0                | 0                |